# Герасимцево
Герасимцево — деревня в Вологодском районе Вологодской области.
Входит в состав Прилукского сельского поселения, с точки зрения административно-территориального деления — в Прилукский сельсовет.
Расстояние по автодороге до районного центра Вологды — 27 км, до центра муниципального образования Дорожного — 12 км. Ближайшие населённые пункты — Фофанцево, Муравьево, Ведрово, Ободаево, Шульгино.
По данным переписи в 2002 году постоянного населения не было.